# Tour de France 1927
21. Tour de France rozpoczął się 19 czerwca, a zakończył 17 lipca 1927 roku w Paryżu. Zwyciężył kolarz z Luksemburga Nicolas Frantz.
Wyścig miał rekordową liczbę etapów, bo aż 24, jednak były one krótsze niż wcześniej, a czołowi kolarze pokonali cały wyścig szybciej niż w poprzednich edycjach Wielkiej Pętli.

## Etapy
| Etap | Data       | Trasa                          | Dystans    | Zwycięzca               | Lider wyścigu      |
| ---- | ---------- | ------------------------------ | ---------- | ----------------------- | ------------------ |
| 1    | 19 czerwca | Paryż – Dieppe                 | TTT 180 km | Francis Pélissier       | Francis Pélissier  |
| 2    | 20 czerwca | Dieppe – Hawr                  | TTT 103 km | Maurice De Waele        | Francis Pélissier  |
| 3    | 21 czerwca | Hawr – Caen                    | TTT 225 km | Hector Martin           | Francis Pélissier  |
| 4    | 22 czerwca | Caen – Cherbourg               | TTT 140 km | Camille Van De Casteele | Francis Pélissier  |
| 5    | 23 czerwca | Cherbourg – Dinan              | TTT 199 km | Ferdinand Le Drogo      | Francis Pélissier  |
| 6    | 24 czerwca | Dinan – Brest                  | TTT 206 km | André Leducq            | Ferdinand Le Drogo |
| 7    | 25 czerwca | Brest – Vannes                 | TTT 207 km | Gustaaf Van Slembrouck  | Hector Martin      |
| 8    | 26 czerwca | Vannes – Les Sables-d’Olonne   | TTT 204 km | Raymond Decorte         | Hector Martin      |
| 9    | 27 czerwca | Les Sables-d’Olonne – Bordeaux | TTT 285 km | Adelin Benoît           | Hector Martin      |
| 10   | 28 czerwca | Bordeaux – Bajonna             | 189 km     | Pé Verhaegen            | Hector Martin      |
| 11   | 30 czerwca | Bajonna – Luchon               | 326 km     | Nicolas Frantz          | Nicolas Frantz     |
| 12   | 2 lipca    | Luchon – Perpignan             | 323 km     | Gustaaf Van Slembrouck  | Nicolas Frantz     |
| 13   | 4 lipca    | Perpignan – Marsylia           | 360 km     | Maurice De Waele        | Nicolas Frantz     |
| 14   | 5 lipca    | Marsylia – Tulon               | TTT 120 km | Antonin Magne           | Nicolas Frantz     |
| 15   | 6 lipca    | Tulon – Nicea                  | 220 km     | Nicolas Frantz          | Nicolas Frantz     |
| 16   | 8 lipca    | Nicea – Briançon               | 275 km     | Julien Vervaecke        | Nicolas Frantz     |
| 17   | 9 lipca    | Briançon – Évian-les-Bains     | 283 km     | Pé Verhaegen            | Nicolas Frantz     |
| 18   | 11 lipca   | Évian-les-Bains – Pontarlier   | TTT 213 km | Adelin Benoît           | Nicolas Frantz     |
| 19   | 12 lipca   | Pontarlier – Belfort           | TTT 119 km | Maurice Geldhof         | Nicolas Frantz     |
| 20   | 13 lipca   | Belfort – Strasburg            | TTT 145 km | Raymond Decorte         | Nicolas Frantz     |
| 21   | 14 lipca   | Strasburg – Metz               | TTT 165 km | Nicolas Frantz          | Nicolas Frantz     |
| 22   | 15 lipca   | Metz – Charleville             | TTT 159 km | Hector Martin           | Nicolas Frantz     |
| 23   | 16 lipca   | Charleville – Dunkierka        | TTT 270 km | André Leducq            | Nicolas Frantz     |
| 24   | 17 lipca   | Dunkierka – Paryż              | 344 km     | André Leducq            | Nicolas Frantz     |

## Klasyfikacja końcowa
| Lp  | Zawodnik         | Kraj       | Sponsor         | Czas         |
| --- | ---------------- | ---------- | --------------- | ------------ |
| 1.  | Nicolas Frantz   | Luksemburg | Alcyon–Dunlop   | 198h 16' 42" |
| 2.  | Maurice De Waele | Belgia     | Labor–Dunlop    | +1h 48' 21"  |
| 3.  | Julien Vervaecke | Belgia     | Armor–Dunlop    | +2h 25' 06"  |
| 4.  | André Leducq     | Francja    | Thomann–Dunlop  | +3h 02' 05"  |
| 5.  | Adelin Benoît    | Belgia     | Alcyon–Dunlop   | +4h 45' 01"  |
| 6.  | Antonin Magne    | Francja    | Alleluia–Wolber | +4h 48' 23"  |
| 7.  | Pé Verhaegen     | Belgia     | J.B. Louvet     | +6h 18' 36"  |
| 8.  | Julien Moineau   | Francja    | Alleluia–Wolber | +6h 36' 17"  |
| 9.  | Hector Martin    | Belgia     | J.B. Louvet     | +7h 07' 34"  |
| 10. | Maurice Geldhof  | Belgia     | J.B. Louvet     | +7h 16' 02"  |